# Gran inscripció de Karnak
La Gran inscripció de Karnak està localitzada a la paret de la secció Cachette del recinte Amun-Re del temple de Karnak, en la moderna ciutat de Luxor, la gran inscripció de Karnak de Merneptah és un registre de les campanyes d'aquest rei contra els Pobles de la mar.
La inscripció, la qual ha perdut avui dia un terç del seu contingut, mostra les campanyes reials i el retorn del rei amb un botí i presoners.